# Conjuration des Pazzi
 (avril 2024).
Si vous disposez d'ouvrages ou d'articles de référence ou si vous connaissez des sites web de qualité traitant du thème abordé ici, merci de compléter l'article en donnant les références utiles à sa vérifiabilité et en les liant à la section « Notes et références ».

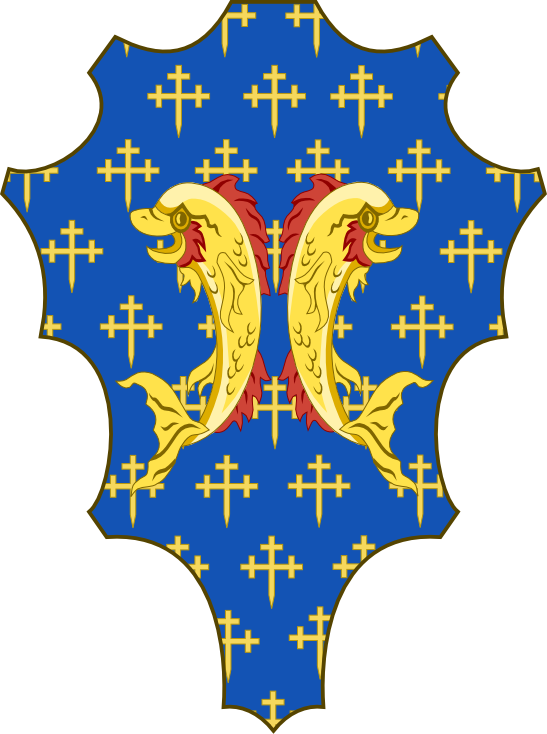
Armoiries des Pazzi.

La conjuration des Pazzi est un complot fomenté en 1478 par la famille Pazzi contre les Médicis, devenue la famille dominante de la république de Florence. Cette tentative de coup d'État se solde par un échec : Laurent de Médicis échappe à l'attentat projeté, contrairement à son frère Julien, et organise la répression contre les conjurés. 
Cette répression est à l'origine d'un conflit entre les Médicis et le pape Sixte IV, qui suscite une guerre contre la république de Florence, la « guerre des Pazzi ».

## Contexte

### Le pouvoir des Médicis à Florence auXVesiècle
Depuis quelques décennies, la famille Médicis, à l'origine famille roturière enrichie par le commerce et la banque, contrôle le gouvernement et le système judiciaire de la république grâce à des hommes de confiance. Chaque génération a connu des oppositions plus ou moins fortes de la part des grandes familles de Florence, notamment les Pazzi. 
Après Jean (1360-1429), Cosme (1389-1464) et Pierre Ier (1416-1469), ce sont deux jeunes hommes qui se trouvent à la tête de la famille Médicis à partir de 1469 : Laurent (1449-1492) et Julien (1453-1478).

### Les Pazzi: une famille opposée aux Médicis
La maison de Pazzi est une famille de noblesse ancienne de Florence, originaire du Valdarno, où elle possède de vastes propriétés. En 1099, Pazzino de Pazzi s'est couvert de gloire pendant la première croisade, en étant le premier chevalier à entrer dans Jérusalem. Les Pazzi sont au XVe siècle une des plus anciennes et importantes familles de Florence, représentative d'un ordre ancien où la noblesse féodale avait une grande influence dans les républiques italiennes.
Malgré la rivalité entre les Pazzi et les Médicis, les deux familles ont établi un lien matrimonial, puisque Bianca de Médicis (1445-1505), fille de Pierre Ier et sœur de Julien et de Laurent, a épousé Guglielmo de Pazzi (it). Mais cela ne fait pas disparaître toutes les rancœurs.

### Les tensions entre Laurent de Médicis et Sixte IV
Les années 1470 sont marquées par le conflit entre Laurent et le pape élu en 1471, Sixte IV (Francesco della Rovere, 1416-1484), alors que la banque Médicis est la principale banque au service du Saint Siège. 
Le pape favorise la carrière de ses neveux : Julien della Rovere et Pietro Riario deviennent rapidement cardinaux ; Jean della Rovere est nommé préfet de Rome. Pour Girolamo Riario, il cherche à acheter le fief d'Imola, propriété du duc de Milan (Galéas Sforza), aussi convoité par Laurent de Médicis. Le duc ayant choisi de le vendre au pape, Laurent refuse de prêter l'argent ; aussi Sixte IV décide de rompre avec la banque Médicis, qu'il remplace, entre autres, par les Pazzi.
Une autre source de conflit est la succession de Pietro Riario comme archevêque de Florence en 1474. Le pape envisage de nommer Francesco Salviati, proche des Pazzi et ami de Francesco Pazzi. Laurent réussit à faire nommer Rinaldo Orsini, mais Salviati est nommé archevêque de Pise, ce qui déplait aussi aux Médicis.

## Le complot

### Préparatifs
L'ascension des Médicis mettant, aux yeux de leurs ennemis, les libertés de la république de Florence en péril, les frères Pazzi, Jacopo, Renato et Francesco, prennent la tête d'un complot, rassemblant quelques autres familles, destiné à les évincer du pouvoir. Les Pazzi peuvent ainsi espérer devenir la première famille à Florence.
Ils peuvent compter sur l'appui du pape Sixte IV. Le souverain pontife voudrait étendre le pouvoir de son neveu, Girolamo Riario, dont il favorise l'ascension sans réserve.[pas clair]
Le but des conjurés est d'éliminer Julien et Laurent de Médicis, privant ainsi la famille de ses chefs. 

### L'attentat dans la cathédrale
Une action est prévue le 25 avril 1478, à l'occasion d'un banquet donné à la villa Medicea à Fiesole, pour célébrer l'accès de Raphaël Riario à la dignité de cardinal. Jacopo Pazzi et Girolamo Riario sont chargés d'empoisonner Julien et Laurent de Médicis. Mais, indisposé à la suite d'une blessure de chasse, Julien ne vient pas au banquet et l'action est reportée au lendemain, 26 avril 1478, jour de Pâques, durant la messe dans la cathédrale Santa Maria del Fiore, que doit célébrer Raphaël Riario (dont on ne sait pas s'il était au courant du complot). 
Les assassins désignés sont Bernardo Bandini et Francesco Pazzi. L'attaque a lieu au moment de l'élévation, Julien et Laurent étant agenouillés. Bandini frappe Julien puis se dirige vers Laurent, tandis que Francesco Pazzi achève Julien. Celui-ci est venu sans cotte de mailles, contrairement à ses habitudes, et meurt frappé de dix-neuf coups de poignards ; Laurent, blessé à la gorge, est emmené par ses deux écuyers dans la sacristie, où il se barricade derrière les lourdes portes.
Pendant ce temps, Jacopo Pazzi se rend sur la place de la Seigneurie et tente de rallier les habitants de Florence en criant « Liberté, liberté ». Mais la réaction populaire est massivement favorable aux Médicis. Le cri de ralliement de leurs partisans est Palle ! Palle ! (« Boules ! » : les armoiries des Médicis) et les conjurés sont traqués dans une vaste chasse à l'homme. 

### La répression

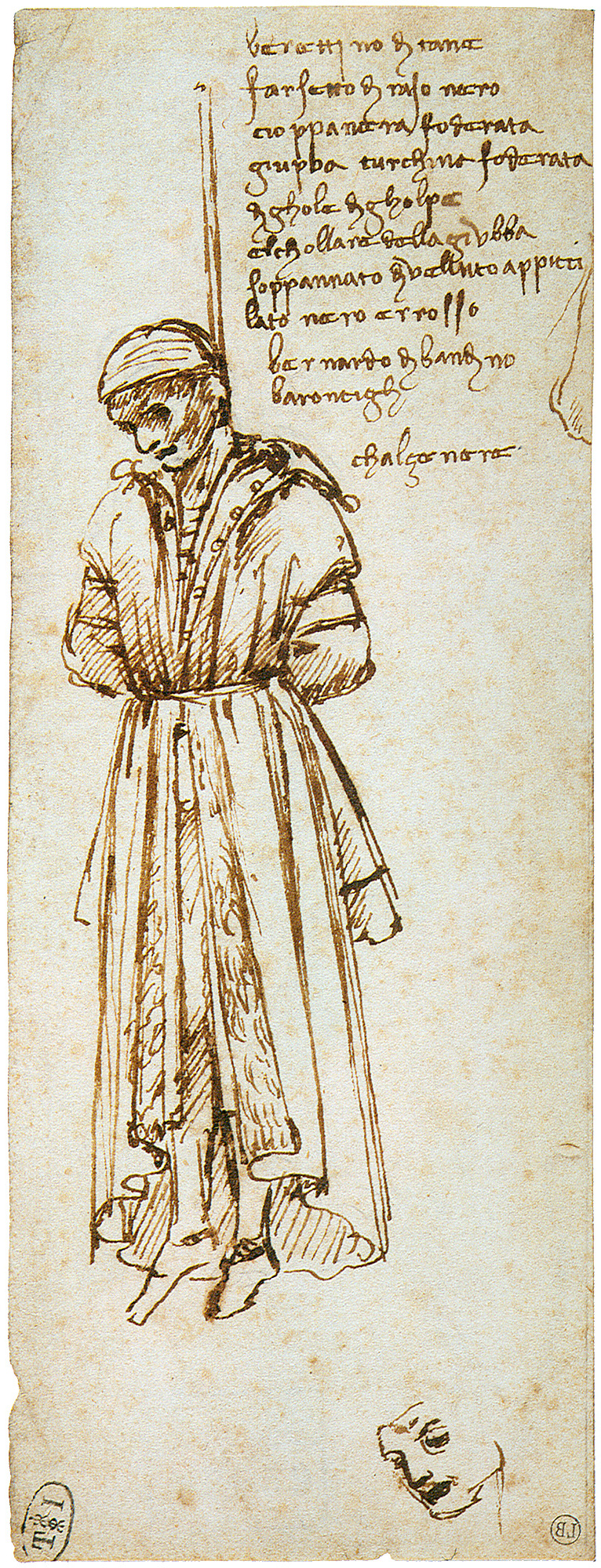
Léonard de Vinci, dessin du cadavre du conjuré Bernardo di Bandino Baroncelli pendu au Bargello (1479).

Jacopo Pazzi réussit d'abord à quitter la ville, mais Francesco Pazzi et Francesco Salviati, archevêque de Pise, sont arrêtés peu après et pendus aux fenêtres du palais de la Seigneurie. Jacopo est arrêté quelques jours plus tard et lui aussi pendu, ainsi que Renato Pazzi, dont l'implication n'est pas certaine (leurs corps sont jetés dans l'Arno). Ces morts ont lieu hors procédure, Laurent se contente de laisser faire la foule.
Plus de soixante-dix personnes auraient été exécutées pendant les quinze jours suivants, certaines sont déterrées et traînées avant d'être jetées dans l'Arno[pas clair]. Le palais du Bargello fait office de tribunal, de prison et de lieu d'exécution. 
Guglielmo Pazzi, époux de Bianca, est épargné, mais banni à vie, comme tous les autres membres de la famille Pazzi. Les Pazzi font l'objet d'une damnatio memoriæ : suppression de leurs blasons dans l'espace public et de leur nom sur tout document officiel.
Bernardo Bandini réussit d'abord à échapper aux représailles, mais est livré au bout de quelques mois et condamné à mort en décembre 1479.

### La guerre des Pazzi (1478-1480)
Le pape intervient pour essayer de limiter les représailles, mais Laurent de Médicis refuse toute concession. Le 1er juin, Sixte IV prononce l'excommunication de Laurent et de ses partisans, ainsi que des dirigeants loyalistes de Florence. La ville est placée sous interdit le 20 juin.
Le pape conclut aussi une alliance contre les Médicis et contre la république de Florence avec le roi de Naples et la république de Sienne, entraînant aussi les cités de Lucques et d'Urbino.
Une armée commandée par Alphonse d'Aragon attaque le territoire de la république en juillet, en occupant une partie (Radda in Chianti, Castellina in Chianti, Castelfiorentino, la forteresse de Poggio Imperiale, etc.).
Laurent de Médicis essaie de trouver un appui auprès de Louis XI, en lui envoyant un ambassadeur, Guido Antonio Vespucci, qui va à la cour de France accompagné de son neveu Amerigo. Mais, étant en guerre contre la duchesse Marie de Bourgogne, Louis XI refuse d'intervenir en Italie.
La guerre des Pazzi se termine par des pourparlers difficiles (accords du 13 mars 1480, immédiatement contestés de toute part) ; l'attaque turque contre Otrante en juillet 1480 accélère le règlement du conflit : les Médicis recouvrent tous leurs biens, en échange de compensations financières et d'une participation à la défense d'Otrante.

### Savonarole et le rétablissement des Pazzi (1494)
En 1494, la prédication du moine dominicain Jérôme Savonarole a pour conséquence le départ des Médicis et le retour de la famille Pazzi dans ses prérogatives et privilèges.
Mais c'est un retour provisoire : les Médicis reprennent ensuite le pouvoir.

## Conséquences
L'échec de la conjuration des Pazzi marque un tournant dans l'histoire de Florence : elle renforce considérablement la popularité de Laurent qui devient « le Magnifique », et donne aux Médicis un prestige inégalé, les plaçant sur la voie de la monarchie.

## La conjuration des Pazzi dans la culture

### Littérature
L'histoire de la conjuration des Pazzi a été écrite presque immédiatement par Ange Politien (1454-1494).
Elle a aussi fourni le sujet d'une tragédie à Vittorio Alfieri (1749-1803).

### Musique
- En 1893, Ruggero Leoncavallo met la conjuration des Pazzi au centre de son opéra I Medici.
- Le compositeur italien Riz Ortolani (né en 1931) compose, sur le thème de la conjuration des Pazzi, un « OperaMusical » intitulé Il Principe della Gioventu. Il en écrit également le livret en collaboration avec Ugo Chiti. La création mondiale de l'ouvrage a lieu en septembre 2007 à la Fenice de Venise dans une mise en scène de Pier Luigi Pizzi[6].

### Cinéma
- En 2001, dans le film Hannibal, l'inspecteur italien qui traque Lecter se nomme Pazzi et est un descendant de Francesco. Hannibal le tue d'une façon similaire à son aïeul.

### Télévision
Sont consacrés à la conjuration des Pazzi :
- le huitième épisode de la saison 1 de la série Da Vinci's Demons[7] : la scène finale montre Laurent de Médicis réfugié dans la sacristie pendant que les Pazzi et le neveu du pape, le comte Girolamo Riario, enfoncent la porte.
- le dernier épisode de la saison 2 (2018) de la série Les Médicis : Maîtres de Florence.

### Autres
- En 2009, Ubisoft utilisa également la guerre entre les Médicis et les Pazzi comme base pour son jeu Assassin's Creed II, où le héros Ezio Auditore poursuit et assassine tous les conjurés à Florence et en Toscane à San Gimignano et sa campagne entre 1479 et 1480.